# Głupi Jasio (album)
Głupi Jasio – album studyjny Jacka Kaczmarskiego wydany w 1991 roku przez Pomaton. Oprócz piosenek śpiewanych przez autora na albumie znajdują się wiersze recytowane przez Stanisława Elsnera Załuskiego. Piosenki i wiersze zostały napisane w 1989 i 1990 roku. Materiał na album został zarejestrowany w 1990 roku w rozgłośni Radia Wolna Europa w Monachium.

„Głupi Jasio” to szereg artystycznych powrotów do wątków sprzed lat, oraz doraźne – właśnie z głupia frant pisane – komentarze do wydarzeń politycznych.

## Twórcy[1]
- Jacek Kaczmarski – śpiew, gitara
- Stanisław Elsner Załuski – recytacja (5-8, 14-16)

Słowa i muzyka: Jacek Kaczmarski

## Lista utworów[1]
1. „Lirnik i tłum” (02:32)
2. „Zwątpienie” (03:15)
3. „Pejzaż z trzema krzyżami” (02:48)
4. „Kara Barabasza” (03:02)
5. „Upadek imperium” (01:35)
6. „Posągi” (00:51)
7. „Kazimierz Wierzyński” (02:42)
8. „Śmierć Jesienina” (02:40)
9. „Doświadczenie (Marzec ’68)” (03:12)
10. „Szkoła” (02:21)
11. „Bajka o Głupim Jasiu” (04:29)
12. „Z chłopa – król (Z baśni dzieciństwa)” (03:02)
13. „Dwie rozmowy z Kremlem (1981/1989)” (05:19)
14. „Dom” (01:00)
15. „Japońska rycina” (01:38)
16. „Parafraza (Norwid)” (01:20)
17. „Młody las II” (02:06)
18. „Linoskoczek II” (01:24)
19. „Źródło II (Rozlewiska)” (03:52)
20. „Obława IV” (02:50)

## Wydania[1]
- 1991 – Pomaton (kaseta, nr kat. POM 020)
- 2002 – Płyta wydana w albumie dwupłytowym (wraz z płytą Bankiet) przez Pomaton EMI (CD, nr kat. 5414832)
- 2004 – Album włączony do Syna marnotrawnego – zestawu 22 płyt wydanego przez Pomaton EMI
- 2007 – Włączony do Arki Noego – zestawu 37 płyt wydanego przez Pomaton EMI
- 2010 – Płyta wydana w ramach czteropłytowego zestawu Kolekcja 20-lecia Pomatonu przez Warner Music Poland (nr kat. 65899700)